# Nationaal Park Wild Nephin (Ballycroy)
Het Nationaal Park Wild Nephin (Ballycroy) (Engels: Wild Nephin (Ballycroy) National Park/ Iers: Páirc Náisiúnta Néifinne Fiáine (Bhaile Chruaich)) is een Iers nationaal park dat in 1998 werd opgericht in het graafschap Mayo. Het park beschermt 117,79 km² Atlantisch spreidveen rond de Nephin Beg Mountains en bestaat uit venen, kliffen, bergen en riviervalleien. In 2017 werd 4000 hectare bos toegevoegd aan het park en kreeg het gebied de naam 'Wild Nephin (Ballycroy) National Park'.

## Fauna en flora
In de Owenduff-rivier komt nog veel forel en zalm voor. Het park is een belangrijke stopplaats voor trekvogels, zoals kolgans, slechtvalk, wilde zwaan en kwartelkoning.

## Bezoekerscentrum
Bij het park staat sinds 2009 een bezoekerscentrum met een interactieve expositie over het park en een café. Vanaf het centrum loopt een wandelroute van 2 kilometer.